# Башня Долішня
Башня Долішня (пол. Basznia Dolna) — село в Польщі, у гміні Любачів Любачівського повіту Підкарпатського воєводства.
Населення — 919 осіб (2011).

## Розташування
Село лежить на Терногородському плато за 8 км від кордону з Україною. Знаходиться у давньому українському етнічному регіоні Любачівщина.

## Назва
У ході кампанії ліквідації українських назв у 1977—1981 рр. село мало назву Смолінка Дольна.

## Історія

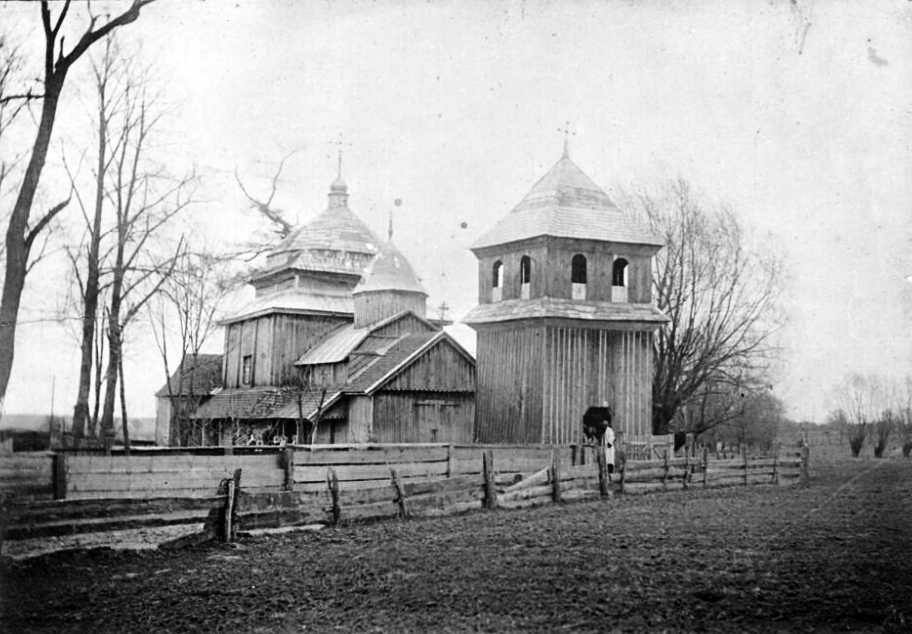
Давня греко-католицька церква у Башні Долішній, що існувала до 1904 р.

Перша згадка про село датована 1444 роком. Відома тут з 1444 р. гута (плавильня) працювала ще в 1626 р. До 1637 р. — 19 років — тривали виступи селян проти панщини.
У 1880 р. разом з Башнею Горішньою було 348 будинків і 2497 мешканців, з них: 2118 греко-католиків, 348 римо-католиків і 31 юдей. Тут 1912 р. діяла читальня «Просвіти» під керівництвом Івана Лиса, що налічувала 25 членів, розміщувалася в Народному домі, передплачувала 5 газет і журналів.
Населення на 1.01.1939 р. всього складало 1760 осіб, з них: 1080 — українці-грекокатолики, 230 — українці-римокатолики, 300 — поляки (колоністи 1900 року), 100 — євреї, 50 — німці та інші. Село належало до Любачівського повіту Львівського воєводства. В селі діяла двомовна трикласна польсько-українська школа, у якій навчалося 188 учнів, з них 41 — діти римо-католиків і 127 — греко-католиків. У складі повіту 27 листопада 1939 р. село включене до новоутвореної Львівської області. У жовтні 1944 року західна частина області включно з селом передана Польщі.
В роки Другої світової війни село зазнало багато лиха: багато молоді вивезено до Німеччини, понад 10 осіб башнян загинули, 10 хлопців пішли в УПА і згинули або терпіли в тюрмах. Башняни були вивезені до СРСР, а ті, що залишилися, депортовані на понімецьку територію північної Польщі.
У 1975—1998 роках село належало до Перемишльського воєводства.

## Демографія
Демографічна структура станом на 31 березня 2011 року:
|          | Загалом | Допрацездатний вік | Працездатний вік | Постпрацездатний вік |
| -------- | ------- | ------------------ | ---------------- | -------------------- |
| Чоловіки | 458     | 104                | 305              | 49                   |
| Жінки    | 461     | 86                 | 275              | 100                  |
| Разом    | 919     | 190                | 580              | 149                  |

## Церква
Церква Собору Пресвятої Богородиці була змурована в 1904 р., парафіяльна, знищена в 1955 р. Останній парох в селі о. Андрій Пизюр (1885 р.н.). Парафія належала до Любачівського деканату Перемишльської єпархії УГКЦ.

## Пам'ятки
Бруснянський кам'яний хрест 1848 р. на честь скасування панщини.

## Уродженці
У селі народився голова суспільно-культурного товариства «Любачівщина» Мирон Ференц.